# 1926 en Alberta
Chronologie de l'Alberta
- 1922
- 1923
- 1924
- 1925
- 1926
- 1927
- 1928
- 1929
- 1930

Cette page concerne des événements qui se sont produits durant l'année 1926 dans la province canadienne de l'Alberta.

## Politique
- Premier ministre : John Edward Brownlee des United Farmers
- Chef de l'Opposition : John C. Bowen
- Lieutenant-gouverneur : William Egbert
- Législature :

## Événements
- L'enseignement du français en primaire est officielle[1].
- Construction de l'Hôtel Prince of Wales en Alberta.

- Création de l' Association canadienne-française de l’Alberta dans le quartier franco-albertain Saint-Joachim d'Edmonton[2].

- 18 juin : élection générale albertaine. Le parti United Farmers of Alberta est réélu avec John Edward Brownlee comme premier ministre.

## Naissances
- 24 juillet : Colin Low, producteur, réalisateur, scénariste, directeur de la photographie et monteur canadien né  à Cardston et mort le 24 février 2016 à Montréal[3].